# 1948年ロンドンオリンピックのパナマ選手団
1948年ロンドンオリンピックのパナマ選手団（1948ねんロンドンオリンピックのパナマせんしゅだん）は、1948年7月29日から8月14日にかけてイギリスの首都ロンドンで開催された1948年ロンドンオリンピックのパナマ選手団、およびその競技結果。

## 概要
今大会は銅メダル2個、合計2個のメダルを獲得した。
陸上男子100mおよび200mにおいて、ロイド・ラビーチがともに銅メダルを獲得し、パナマに初めてのオリンピックメダルをもたらした。

## メダル
| メダル | 選手名           | 競技 | 種目     |
| ------ | ---------------- | ---- | -------- |
| 銅     | ロイド・ラビーチ | 陸上 | 男子100m |
| 銅     | ロイド・ラビーチ | 陸上 | 男子200m |